# Џозеф Нелис
Жозеф „ Џеф “ Нелис (Татбери, 1. април 1917 — 12. април 1994) био је белгијски фудбалер који је играо као нападач за Ројал Берхем Спорт. Рођен у Енглеској, представљао је репрезентацију Белгије постигавши два гола на два наступа. Био је изабран за Светско првенство 1938. у Француској, али није играо.

## Спољaшње везе
- Joseph Nelis at the Royal Belgian Football Association
- Џозеф Нелис на веб-сајту WorldFootball.net (језик: енглески)
- Џозеф Нелис на веб-сајту  (језик: енглески)